# Bent (serial telewizyjny)
Bent (2012) – amerykański serial komediowy stworzony przez Tada Quilla oraz zrealizowany przez Universal Television, Quill Entertainment i Open 4 Business Productions.
Premiera serialu odbyła się w Stanach Zjednoczonych 21 marca 2012 na amerykańskim kanale NBC. Ostatni szósty odcinek serialu został wyemitowany 4 kwietnia 2012.
Dnia 11 maja 2012 stacja NBC ogłosiła, że serial Bent został anulowany po pierwszym sezonie z powodu niskiej oglądalności.

## Opis fabuły
Serial opisuje perypetie prawniczki oraz młodej rozwódki Alex Meyers (Amanda Peet), która samotnie wychowuje swoją ośmioletnią córkę Charlie (Joey King). Jej były mąż przebywa w więzieniu skazany za oszustwa, których się dopuścił. Kobieta nie ma jednak zamiaru użalać się nad sobą i postanawia odmienić swoje dotychczasowe życie rozpoczynając od odnowienia kuchni.

## Obsada
- Amanda Peet jako Alex Meyers
- David Walton jako Pete Riggins
- Jeffrey Tambor jako James Riggins
- Joey King jako Charlie Meyers
- Matt Letscher jako Ben
- J.B. Smoove jako Clem
- Margo Harshman jako Screwsie
- Rick Gonzalez jako Arturo
- Bert Belasco jako Brett
- Jesse Plemons jako Gary
- Pasha D. Lychnikoff jako Vlad

## Odcinki
| № | Nr | Tytuł     | Reżyseria     | Scenariusz          | Premiera (NBC)  |
| - | -- | --------- | ------------- | ------------------- | --------------- |
| 1 | 1  | Pilot     | Craig Zisk    | Tad Quill           | 21 marca 2012   |
| 2 | 2  | Smitten   | Marc Buckland | Tad Quill           | 21 marca 2012   |
| 3 | 3  | HD        | Jesse Peretz  | Erin Ehrlich        | 28 marca 2012   |
| 4 | 4  | A-Game    | Phil Traill   | Aseem Batra         | 28 marca 2012   |
| 5 | 5  | Mom       | Troy Miller   | DJ Nash             | 4 kwietnia 2012 |
| 6 | 6  | Tile Date | Rob Greenberg | Tad Quill i DJ Nash | 4 kwietnia 2012 |